# Peter Løvenkrands
Peter Rosenkrands Løvenkrands, född 29 januari 1980, är en dansk före detta fotbollsspelare som spelade för det danska landslaget. 